# Liga Światowa w Piłce Siatkowej 2013 (eliminacje)
Eliminacje do Ligi Światowej siatkarzy 2013 rozpoczęły się 24 sierpnia 2012 roku i trwały do 9 września. Wzięło w nich udział 6 reprezentacji wyłonionych na podstawie zasad ustalonych przez FIVB.
Eliminacje składały się z dwóch rund. W pierwszej drużyny z różnych konfederacji zostały rozlosowane w pary. Każda para rozegrała ze sobą dwumecz. W drugiej rundzie zwycięskie drużyny dołączyły do 15. i 16. drużyny Ligi Światowej 2012, tworząc ponownie pary. Druga runda grana była tym samym systemem co pierwsza.
O awansie decydowały kolejno: liczba wygranych meczów, stosunek setów, stosunek małych punktów.

## Drużyny uczestniczące
Reprezentacje grające od pierwszej rundy
- Dominikana
- Egipt
- Holandia
- Iran

Reprezentacje grające od drugiej rundy
- Japonia
- Portugalia

## Pierwsza runda
Drużyny rozegrały ze sobą dwumecz. Zwycięskie drużyny awansowały do rundy drugiej.

### Grupa A -Rotterdam
Tabela
| Lp. | Drużyna    | Pkt | Mecze | Mecze | Mecze | Sety | Sety | Sety  | Małe punkty | Małe punkty | Małe punkty |
| Lp. | Drużyna    | Pkt | M     | W     | P     | wyg. | prz. | ratio | zdob.       | str.        | ratio       |
| --- | ---------- | --- | ----- | ----- | ----- | ---- | ---- | ----- | ----------- | ----------- | ----------- |
| 1   | Holandia   | 5   | 2     | 2 (1) | 0 (0) | 6    | 2    | 3.000 | 195         | 181         | 1.077       |
| 2   | Dominikana | 1   | 2     | 0 (0) | 2 (1) | 2    | 6    | 0.333 | 181         | 195         | 0.928       |

Źródło: FIVB
Punktacja: 3:0 i 3:1 – 3 pkt; 3:2 – 2 pkt; 2:3 – 1 pkt; 1:3 i 0:3 – 0 pkt
Zasady ustalania kolejności: 1. liczba punktów; 2. liczba zwycięstw; 3. stosunek setów; 4. stosunek małych punktów
| Data  | Godz. | Drużyna 1 | Wynik | Drużyna 2  | 1     | 2     | 3     | 4     | 5     | Widzów | * |
| ----- | ----- | --------- | ----- | ---------- | ----- | ----- | ----- | ----- | ----- | ------ | - |
| 24.08 | 19:00 | Holandia  | 3:0   | Dominikana | 25:22 | 25:22 | 25:21 |       |       | 375    | 1 |
| 25.08 | 19:00 | Holandia  | 3:2   | Dominikana | 25:27 | 25:21 | 24:26 | 30:28 | 16:14 | 520    | 2 |

### Grupa B -Kair
Tabela
| Lp. | Drużyna | Pkt | Mecze | Mecze | Mecze | Sety | Sety | Sety  | Małe punkty | Małe punkty | Małe punkty |
| Lp. | Drużyna | Pkt | M     | W     | P     | wyg. | prz. | ratio | zdob.       | str.        | ratio       |
| --- | ------- | --- | ----- | ----- | ----- | ---- | ---- | ----- | ----------- | ----------- | ----------- |
| 1   | Iran    | 6   | 2     | 2 (0) | 0 (0) | 6    | 1    | 6.000 | 186         | 153         | 1.216       |
| 2   | Egipt   | 0   | 2     | 0 (0) | 2 (0) | 1    | 6    | 0.167 | 153         | 186         | 0.823       |

Źródło: FIVB
Punktacja: 3:0 i 3:1 – 3 pkt; 3:2 – 2 pkt; 2:3 – 1 pkt; 1:3 i 0:3 – 0 pkt
Zasady ustalania kolejności: 1. liczba punktów; 2. liczba zwycięstw; 3. stosunek setów; 4. stosunek małych punktów
| Data  | Godz. | Drużyna 1 | Wynik | Drużyna 2 | 1     | 2     | 3     | 4     | 5 | Widzów | * |
| ----- | ----- | --------- | ----- | --------- | ----- | ----- | ----- | ----- | - | ------ | - |
| 31.08 | 20:00 | Egipt     | 0:3   | Iran      | 31:33 | 22:25 | 19:25 |       |   | 700    | 1 |
| 02.09 | 20:00 | Egipt     | 1:3   | Iran      | 12:25 | 30:28 | 17:25 | 22:25 |   | 600    | 2 |

## Druga runda
Tak samo jak w pierwszej rundzie drużyny rozegrały dwumecz. Z powodu zwiększenia składu ligi z 16 do 18 drużyn wszystkie drużyny z II rundy wywalczyły awans do Ligi Światowej siatkarzy 2013.

### Grupa A -Rotterdam
Tabela
| Lp. | Drużyna    | Pkt | Mecze | Mecze | Mecze | Sety | Sety | Sety  | Małe punkty | Małe punkty | Małe punkty |
| Lp. | Drużyna    | Pkt | M     | W     | P     | wyg. | prz. | ratio | zdob.       | str.        | ratio       |
| --- | ---------- | --- | ----- | ----- | ----- | ---- | ---- | ----- | ----------- | ----------- | ----------- |
| 1   | Holandia   | 4   | 2     | 2 (2) | 0 (0) | 6    | 4    | 1.500 | 219         | 223         | 0.982       |
| 2   | Portugalia | 2   | 0     | 0 (0) | 0 (2) | 4    | 6    | 0.667 | 223         | 219         | 1.018       |

Źródło: FIVB
Punktacja: 3:0 i 3:1 – 3 pkt; 3:2 – 2 pkt; 2:3 – 1 pkt; 1:3 i 0:3 – 0 pkt
Zasady ustalania kolejności: 1. liczba punktów; 2. liczba zwycięstw; 3. stosunek setów; 4. stosunek małych punktów
| Data  | Godz. | Drużyna 1 | Wynik | Drużyna 2  | 1     | 2     | 3     | 4     | 5     | Widzów | * |
| ----- | ----- | --------- | ----- | ---------- | ----- | ----- | ----- | ----- | ----- | ------ | - |
| 01.09 | 17:00 | Holandia  | 3:2   | Portugalia | 26:24 | 25:23 | 24:26 | 22:25 | 20:18 | 615    | 1 |
| 02.09 | 15:00 | Holandia  | 3:2   | Portugalia | 20:25 | 25:23 | 17:25 | 25:21 | 15:13 | 867    | 2 |

### Grupa B -Teheran
Tabela
| Lp. | Drużyna | Pkt | Mecze | Mecze | Mecze | Sety | Sety | Sety  | Małe punkty | Małe punkty | Małe punkty |
| Lp. | Drużyna | Pkt | M     | W     | P     | wyg. | prz. | ratio | zdob.       | str.        | ratio       |
| --- | ------- | --- | ----- | ----- | ----- | ---- | ---- | ----- | ----------- | ----------- | ----------- |
| 1   | Iran    | 6   | 2     | 2 (0) | 0 (0) | 6    | 0    | MAX   | 150         | 110         | 1.364       |
| 2   | Japonia | 0   | 2     | 0 (0) | 2 (0) | 0    | 6    | 0.000 | 110         | 150         | 0.733       |

Źródło: FIVB
Punktacja: 3:0 i 3:1 – 3 pkt; 3:2 – 2 pkt; 2:3 – 1 pkt; 1:3 i 0:3 – 0 pkt
Zasady ustalania kolejności: 1. liczba punktów; 2. liczba zwycięstw; 3. stosunek setów; 4. stosunek małych punktów
| Data  | Godz. | Drużyna 1 | Wynik | Drużyna 2 | 1     | 2     | 3     | 4 | 5 | Widzów | * |
| ----- | ----- | --------- | ----- | --------- | ----- | ----- | ----- | - | - | ------ | - |
| 07.09 | 19:00 | Iran      | 3:0   | Japonia   | 25:19 | 25:14 | 25:23 |   |   | 15 576 | 1 |
| 09.09 | 19:00 | Iran      | 3:0   | Japonia   | 25:16 | 25:17 | 25:21 |   |   | 14 160 | 2 |